# دوناتو کرتی
دوناتو کرتی (۲۴ فوریه ۱۶۷۱ تا ۳۱ ژانویه 1749) یک نقاش ایتالیایی دورهٔ روکوکو بود که بیشتر در بولونیا کار می‌کرد.
کرتی در کرمونا به دنیا آمد و به بولونیا مهاجرت کرد. در بولونیا او شاگرد خصوصی لونتزو پاسینلی بود. نقاشی کرتی به آثار نوکلاسیک نزدیک بود.